# Villingerød Kirke
Villingerød Kirke ligger tæt ved Rudolph Tegners Museum og Statuepark, ca. 1½ km nord for landsbyen Villingerød og ca. 4 km vest for Hornbæk. Kirken blev indviet 23. september 1906.
Kirken kom til at ligge for sig selv. Det skyldtes et kompromis i sognerådet.[kilde mangler]
Kirkebyggelinjen i forbindelse med kirken havde i 2012 betydning for en planlagt husstandsvindmølle.
Sagen kom til behandling i Natur- og Miljøklagenævnet.

## Eksterne kilder og henvisninger
- Villingerød Kirke hos KortTilKirken.dk
- Villingerød Kirke hos danmarkskirker.natmus.dk (Danmarks Kirker, Nationalmuseet)